# Fülöp-szigeteki labdarúgó-szövetség
Fülöp-szigeteki labdarúgó-szövetség (Angolul: Philippine Football Federation) (PFF).

## Történelme
1907-ben alapították. A Nemzetközi Labdarúgó-szövetségnek (FIFA) 1930-tól tagja. Az Ázsiai Labdarúgó-szövetségnek (AFC) 1954-től tagja. Fő feladata a nemzetközi kapcsolatokon kívül, a  Fülöp-szigeteki labdarúgó-válogatott férfi és női ágának, a korosztályos válogatottak illetve a nemzeti bajnokság szervezése, irányítása. A működést biztosító bizottságai közül a Játékvezető Bizottság (JB) felelős a játékvezetők utánpótlásáért, elméleti (teszt) és cooper (fizikai) képzéséért, foglalkoztatásáért.